# Okres Dunakeszi
Okres Dunakeszi (maďarsky Dunakeszi járás) je jedním z osmnácti okresů maďarské župy Pest. Jeho centrem je město Dunakeszi.

## Sídla
V okrese se nachází celkem 3 města a 1 obec.
Města
- Dunakeszi
- Fót
- Göd

Obce
- Csomád